# 디르크 노비츠키
디르크 베르너 노비츠키(독일어: Dirk Werner Nowitzki, 독일어 발음: [ˈdɪʁk ˈvɛʁnɐ noˈvɪtski] ( 듣기), 1978년 6월 19일~)는 독일의 은퇴한 농구 선수로 미국 프로 농구 리그인 전미 농구 협회(NBA) 리그의 댈러스 매버릭스 소속으로 뛰었다. 뢴트겐 김나지움의 농구부 학생으로 농구를 시작하였으며, 1998년 독일 아마추어 클럽인 DJK 뷔르츠부르크에서 선수 생활을 하다가 1998년 신인 드래프트 1라운드 9순위로 밀워키 벅스에 지명되었다. 이후 댈러스 매버릭스로 트레이드되어 은퇴할 때까지 댈러스 소속으로 활동했다. 신장이 213cm에 달해 파워 포워드 포지션에서 뛰는데 다른 프론트 코트 포지션인 센터와 스몰 포워드에서 뛸 수 있는 이동성과 사이즈 그리고 슈팅 능력을 가지고 있다고 평가받았다. 댈러스를 11년 연속 NBA 플레이오프로 이끌었으며, 2003년과 2011년에는 콘퍼런스 파이널, 2006년에는 파이널에 진출했다. NBA 올스타와 올NBA팀에 각각 10번씩 선정되었다. 또한 NBA 역사에서 MVP를 수상한 최초의 유럽 출신 선수이며, 올NBA팀에 선출된 최초의 매버릭스 선수이다. 이 외에 수많은 매버릭스 프랜차이즈 기록을 보유하고 있다.
선수 생활 동안 독일 대표팀의 주요 선수로 활동했다. 2002년 FIBA 세계 선수권 대회에서 3위, 유로바스켓 2005에서 준우승을 차지했으며, 두 대회에서 MVP와 득점왕을 차지하였다. 유럽 농구 역사상 최고의 선수 중 한 명으로 평가받으며, 올해의 유럽 선수상 7번 수상했고, 《가제타 델로 스포르트》에서 선정한 올해의 유럽 농구 선수에 5년 연속 선정되었으며 2005년에는 이탈리아 스포츠 잡지인 《슈퍼바스켓》이 선정하는 올해의 남자 유럽 선수와 FIBA 유럽 올해의 농구의 선수에 동시에 선정되었다. 2010-11 시즌 결승전에서 마이애미 히트를 꺾고 매버릭스를 승리로 이끄는 데 공헌하였다. 2014-15 시즌 현재 통산 득점에서 커리어 통산 26,953점 올리며 하킴 올라주원(26,946점)을 제치고 NBA 통산 득점 9위에 올랐다.
은퇴 후인 2022년에 그가 현역 당시 쓰던 등번호 41번과 14번이 각각 댈러스 매버릭스와 독일 대표팀의 영구 결번으로 지정되었다.

## 어린 시절
서독 바이에른주의 뷔르츠부르크 출신으로 운동 선수 집안에서 태어났다. 그의 아버지 외르크베르너는 독일 국가대표 핸드볼 선수였으며, 그의 어머니 헬가는 국가대표 농구 선수로 활동했다., 그의 누나인 질케는 육상 선수 출신으로 농구 선수였다가 지금은 NBA 케이블 TV에서 일하고 있다. 어릴 때부터 키가 컸으며, 그의 또래들은 노비츠키의 다리 길이보다 작았다. 처음에 핸드볼과 테니스를 했지만 곧 "변종" 소리를 들을 만큼 자라자 결국 농구로 종목을 바꾸었다. 뢴트겐 김나지움 재학 중 DJK 뷔르츠부르크 청소년팀에 입단 후인 15세 때 독일 농구 국가대표 출신인 코치 홀거 게슈빈트너에게 재능을 인정받으며, 그에게 일주일에 2~3번의 개인 교습을 제안받았다. 게슈빈트너는 노비츠키와 그의 부모의 허락을 받아낸 후에 특이한 훈련 방식으로 가르쳤다. 그는 슈팅과 패스 연습을 강조했고 웨이트 트레이닝과 전술 훈련은 노비츠키에게 필요하지 않다고 여겨 피했으며, 노비츠키의 완성된 인격을 형성하기 위해 그에게 악기 연주 연습과 문학 작품을 읽을 것을 적극적으로 권장했다. 이러한 영향으로 노비츠키는 취미로 독서와 색소폰 연주를 즐기게 되었다. 이후 노비츠키의 성장에 감탄한 게슈빈트너는 그에게 세계 무대에서 최고를 상대로 뛰는 것을 원하는 것인지 아니면 독일 지역의 슈퍼스타로 남을 것인지 지금 결정해야 한다고 말했다. 또한 노비츠키가 후자를 원한다면 이미 독일 최고 수준에 올랐기 때문에 훈련을 끝낼 것이며, 전자를 원한다면 다시 매일 훈련해야 할 것이라고 덧붙였다. 이 말을 들은 노비츠키는 이틀 간의 고민 끝에 세계 무대에 도전하기로 결정했다. 게슈빈트너는 그의 결정에 따라 매일 훈련시켰으며, 1994년 여름에 16세의 나이로 DJK 뷔르츠부르크 1군에 입단했다. DJK 뷔르츠부르크는 노비츠키가 입단 후 독일 농구 국가대표 선수가 되는 로베르르 가레트, 마르빈 윌로비, 데몬트 그린도 영입했다.

## DJK 뷔르츠부르크 경력
노비츠키가 팀에 합류했을 때 DJK는 2부 리그인 2. 바스켓볼 분데스리가의 팀이었고, 당시 팀의 지도는 페터 슈탈이 맡고 있었다. 슈탈은 노비츠키의 슈팅 기술을 사용하기 위해 골 밑 보다는 오히려 외각에서 뛰게 했다. 2. 분데스리가 1994-95년 시즌에서는 12개의 팀 중 6위로 시즌을 마쳤다. 신인인 노비츠키는 그의 낮은 연차 때문에 벤치에서 대기했고, 그의 처지는 오히려 주전으로 뛸 때보다 더 많은 공부를 하게 했다. 1995-96년 시즌에서 핀란드 출신의 스타 포워드인 마르티 쿠이스마 다음으로 중요한 주전 선수 자리를 차지했고 곧 두 자리수 득점을 올리는 득점원이 되었다. 독일 농구 국가대표팀 감독을 지낸 디르크 바워만은 그가 24점을 기록하는 것을 보고 노비츠키는 10년 혹은 15년안에 독일에서 가장 위대한 농구 선수가 될 것이라고 말했다. DJK는 2위로 시즌을 마쳤지만,  BG 루트비히스부르크와의 승격 결정전에서 패배로 인해 1부 리그 승격에는 실패했다. 노비츠키는 이 경기에서 평균적으로 낮은 득점인 8득점을 기록했다.
1996-97년 시즌에서 DJK 뷔르츠부르크의 최고 득점원인 쿠이스마가 팀을 떠났으며, 게슈빈트너가 슈탈의 후임 감독이 되었다. 노비츠키는 1경기당 19.4점을 기록했고 DJK는 다시 정규 리그 2위를 차지했으나 승격에는 실패했다. 이어진 1997-98 시즌에서 고등교육 졸업 시험인 아비투어를 마쳤으며, 1997년 9월 1일부터 1998년 6월 30일까지 국방군에서 병역 의무를 수행했다. 그는 이 기간에 대해 "처음엔 힘들었다. 우리는 아무런 권리가 없었고 모든 훈련에 참여해야만 했다. 후에는 훨씬 편해졌다"라고 회고했다. 제대 후에는 키가  211cm(6피트 11인치)까지 자랐으며, DJK를 18승 2패로 이끌었고 경기당 28.2점의 기록으로 득점왕으로 시즌을 마쳤다. USC 프라이부르크와의 1부 승격 결정전에서는 26점을 기록하여 95-88의 승리를 이끌었고, DJK는 마침내 승격 플레이오프에서 악순환을 끊었다. 이후 같은 해에 "올해의 독일 농구 선수"에 선정됐다.
노비츠키의 성장은 해외에서도 주목했다. 1996년 스페인의 프로 농구팀인 FC 바르셀로나는 그에게 영입 계약을 제안했으나 고교 과정을 마치기 위해 이 제안을 거절했다. 1년이 지나고 노비츠키는 나이키가 주최한 후프 히어로 투어(Hoop Heros Tour)에 참여했다.그곳에서 그는 NBA 스타인 찰스 바클리와 스코티 피펜을 상대했다. 30분간의 쇼 매치업에서 노비츠키는 바클리를 압도했고, 심지어는 그의 위로 덩크를 꽂았다. 바클리는 노비츠키를 천재 소년이라 극찬했고, 만일 그가 NBA에 오길 원한다면 자신을 상대할 수 있다고 말했다. 1998년 3월 29일에는 뛰어난 농구 유망주들이 경기하는 나이키 후프 서밋(Nike Hoop Summit)에 초청받았다. 노비츠키는 미국과 기타 국가의 유망주들 사이에서 33득점, 14리바운드, 3스틸을 기록했다. 향후 NBA스타 선수로 성장하게 되는 래셔드 루이스와 앨 해링턴을 압도했다. 그는 순발력과 볼 핸드링, 그리고 긴 슈팅 범위로 깊은 인상을 남겼으며 유럽과 NBA의 클럽들이 영입을 희망했다.

## 댈러스 매버릭스 경력

### 순조롭지 않은 시작(1998~1999)
1998년 DJK의 승격을 이끌고 아비투어와 병역을 마친 후 NBA 진출을 시도했다. 1998년 1라운드 7순위를 예상한 노비츠키는 많은 대학의 제안을 거절하고 NBA에 입성하기 위해 프리시즌에 참가했다. 보스턴 셀틱스의 감독인 릭 피티노와 댈러스 매버릭스의 감독인 돈 넬슨이 특별히 노비츠키를 눈여겨봤고, 그의 영입에 관심을 나타냈다. 이후 보스턴과 45분간의 워크아웃에서 유감없이 자신의 슈팅, 리바운드, 패싱 스킬을 보여줬다. 피티노는 노비츠키를 셀틱스의 전설적인 선수 래리 버드와 비교했다. 그는 노비츠키가 셀틱스에 10순위으로 드래프트 될 것을 확신했으나 피티노의 계획은 넬슨에 의해 물거품이 되었다. 넬슨의 팀은 6순위 지명권을 가지고 있었고, 댈러스 매버릭스는 밀워키 벅스와 피닉스 선스와 거래를 했다. 매버릭스는 노비츠키와 피닉스의 후보 선수였던 포인트 가드 스티브 내시의 영입을 원했으며, 밀워키는 노비츠키 이전 순위에 지명될 것으로 예상되는 근육질 포워드인 로버트 트레일러와 피닉스의 선수인 팻 개리티의 영입를 원했다. 댈러스 매버릭스는 드래프트에서 6순위로 트래일러를 지명했고, 밀워키 벅스는 노비츠키를 9순위로 지명했다. 댈러스는 그 후 트레일러를 밀워키로 이적시키면서 노비츠키와 개리티를 영입했고 댈러스는 다시 개리티를 피닉스에 내주면서 내시를 영입하였다. 돌이켜보면 돈 넬슨은 두드러지는 트레이드 본능을 지니고 있었고 두 명의 평범한 선수로 두 명의 미래의 MVP를 받아왔다. 이후로 노비츠키와 내시는 절친한 친구가 되었다. 노비츠키는 댈러스 매버릭스에 입단하면서 우베 블라프, 크리스토프 베플, 시애틀 슈퍼소닉스 소속으로 올스타에 선정된 데틀레프 슈렘프의 뒤를 이어 NBA 역사상 4번째 독일 선수가 되었다. 또한 DJK 뷔츠부르크 역사상 처음으로 NBA에 진입한 선수로서 자신의 독일 리그에서의 경력을 마쳤다.
노비츠키가 입단했을 당시의 댈러스는 1990년 플레이오프 진출에 성공했던 팀이었으며, 슈팅 가드 마이클 핀리가 주장을 맡았고, 2순위로 지명됐던 229cm(7피트 6인치)의 숀 브래들리와 팀 득점원인 세드릭 세발로스가 있었다. 하지만 노비츠키의 NBA 경력의 시작은 순탄하지 않았다. 1998-99 시즌에 앞서 NBA 총재 데이비드 스턴의 샐러리 캡 제도 시행 추진이 NBA 선수 노조의 파업을 야기하여 시즌 전체가 무산될 위기에 처했다. 이 상황에서 노비츠키는 DJK 뷔츠부르크로 돌아가서 13경기를 뛰었고, 그 사이 NBA에서는 결국 노사가 타협하면서 1998-99년 시즌 82경기 대신 50경기의 단축 시즌이 열리게 되었다. 댈러스로 복귀한 노비츠키는 돈 넬슨에 의해 파워 포워드로 뛰었으나 당시 능력이 뛰어난 NBA 포워드들에게 밀렸다. 특히 수비가 약점이 되어 당시에 '수비(Defense)'의 'D'를 생략한 'irk nowitzki'라는 조롱하는 별명을 얻었다. 당시 노비츠키는 경기당 8.2점, 3.4 리바운드, 20.4분의 출전 시간을 기록했으며, 이 시절의 돌이켜보면서 다음과 같이 말했다,
"저는 매우 좌절했고, 심지어는 독일로 돌아갈 것을 고려해봤어요. 2. 분데스리가에서의 NBA로의 점프는 마치 낙하산이 어떻게든 열리겠지 하면서 비행기 밖으로 점프하는 것과 같아요." 

시즌 후반 12번의 경기에서는 8번의 두 자리 수의 득점을 기록했으나 매버릭스는 50경기 중 19경기만 승리했으며, 플레이오프 진출에 실패했다.

### 마크 큐번과 "빅 3" (1999–2004)
1999-00 시즌 넬슨은 노비츠키의 패싱 기술을 활용하기 위해 포인트 포워드로 기용하려 했으며, 2000년 1월 4일 매버릭스의 구단주도 1992년과 1996년 대선에 후보로 나선 사업가 로스 페로의 아들인 로스 페로 주니어에서 인터넷 사업가 출신의 백만장자인 마크 큐번으로 바뀌었다. 큐번은 농구에 대해 무지했던 페로와는 달리 사이드라인에서 매일 경기를 관전하면서 팀에게 4천 6백만 달러의 6성급 보잉 757 여객기를 제공하고 팀 예산을 1억불 이상으로 증액했는 등 팀의 투자와 재건에 나섰다. 이 당시 노비츠키가 큐번에 대해 완벽한 환경을 만들어줬으며, 자신들이 단지 이기기만 하면 되었다고 평가했다.
2년차 시즌에는 넬슨의 지도와 큐번의 지원 속에서 실력을 향상시킨 후 17.5점 6.5리바운드 2.5어시스트를 게임당 기록했으며 35.8분을 출장했다. 9번의 더블 게임을 기록했고 커리어 하이인 32점을 두 번 기록했다. 그는 NBA 기량발전상에 제일런 로즈에 이어 2위에 올랐고, 폴 피어스, 빈스 카터와 함께 올스타 2년차 대표로 선정되었다. 루키 VS 소포모어 매치에서 17점 6리바운드 4어시스트를 기록했고 스티브 프랜시스와 라마 오덤이 이끄는 루키팀에게 연장전 끝에 패배했다. 또한 NBA 올스타 3점 경연 대회에 발탁되었는데 역대 참가자중 가장 장신이었다. 1라운드에서 15개의 3점샷을 연속으로 성공시킨 후 결승에 진출했으나 제프 호너섹에게 패했다. 노비츠키의 기량은 발전했으나 반면 매버릭스는 40승 42패로 시즌을 마감하면서 플레이오프 진출에 실패했다. 이어진 2000-01 시즌에서 노비츠키는 기량을 발전시켜서 게임당 21.8점과 9.2리바운드 그리고 2.1어시스트를 기록했다. 파워 포워드 포지션에서 뛰면서 그는 NBA 역사상 로버트 호리 이후로 100개의 3점슛과 100개의 블록을 한 시즌에 기록한 역대 2번째 선수가 되었다. 그는 151개의 3점슛과 101개의 블록슛을 기록했다. 그의 중대한 성장의 신호로서 그는 팀 주장인 핀리와 함께 82경기에 선발출장한 2명 중 한 명이었고 그는 30포인트 이상 경기를 10경기를 가졌다. 노비츠키는 All-NBA 팀에 선정된 첫 번째 매버릭스 선수가 되었고 그는 서드 팀에 선정되었다. 그의 절친한 친구 스티브 내시는 가치있는 포인트 가드가 되었다. 노비츠키와 내시, 득점원 핀리와 함께 이 3인방은 '매버릭스의 빅3'라고 불렀다. 매버릭스는 정규 시즌에 53승 29패를 기록하면서 마침내 1990년 이래로 처음으로 플레이오프에 진출했다. 5번 시드에 배속받았으며, 플레이오프 첫 상대는 역대 어시스트 1위인 존 스톡턴과 역대 득점 2위인 칼 말론이 이끄는 유타 재즈가 되었다. 노비츠키는 먼저 2번의 패배 이후 3차전과 4차전에 33득점을 기록함으로써 동률을 만들었다. 5차전 경기에서 매버릭스는 종일 끌려가다가 캘빈 부스의 점프샷으로 9.8초 남기고 84-83으로 경기를 뒤집었다. 재즈의 브라이언 러셀과 말론이 마지막 샷들이 실패하면서 매버릭스가 승리했고 다음 상대로 올스타 포워드 팀 덩컨의 텍사스주 라이벌 팀인 샌안토니오 스퍼스를 만났다. 매버릭스는 그들의 첫 3경기를 내줬다. 당시 노비츠키는 감기에 걸렸고 후에 샌안토니오의 가드 테리 포터와의 충돌로 이가 부러지는 부상을 당했다. 4차전 경기를 승리한 후 5번째 경기에서 42점 18리바운드를 기록했으나 105-87의 패배를 막을 수는 없었다. 스포츠 일러스트레이티드는 매버릭스의 슛이 안좋았다고 지적했으나, 노비츠키는 그의 커리어하이 플레이오프 득점인 42점을 기록했다. 시즌 후 그는 허무하게 시즌을 마치게 되어서 매우 실망스럽다고 밝혔다.
2001-02 시즌을 앞두고 6년 9000만 달러의 연장 계약을 체결했고 F-1 챔피언 미하엘 슈마허에 이어 두 번째로 연봉이 많은 독일 스포츠 선수가 되었다. 이후에도 발전을 계속했고 경기당 23.4점 9.9리바운드 2.4어시스트를 기록했으며 올NBA 세컨드 팀에 선정되었고 자신의 첫 올스타 게임에 참여했다. 2001-02 시즌에서는 30득점 10리바운드 이상 기록한 경기를 13번 치뤘으며, 이는 샤킬 오닐과 덩컨 다음으로 높은 수치였다. 매버릭스 "빅3"는 우수한 득점원이자 새로운 영입 선수인 식스맨 닉 밴엑셀의 영입에 힘입어 57승 25패의 기록으로 플레이오프 진출에 성공했다.
매버릭스는 2002년 플레이오프 1라운드에서 케빈 가넷의 미네소타 팀버울브스를 3-0으로 스윕 승리를 했다. 노비츠키는 경기당 33.3점을 기록하며 가넷이 기록한 24점을 압도했다. 2라운드에서 크리스 웨버가 소속된 새크라멘토 킹스를 상대로 1승 1패를 기록한 후에 새크라멘토의 감독인 릭 애덜먼은 노비츠키에 대한 수비 전술을 변화시켰다. 전에는 웨버가 1대 1로 노비츠키를 막았지만 이번에는 체구는 작지만 빠른 선수인 튀르키예 출신 스몰 포워드 헤도 튀르콜루에게 노비츠키를 상대하게 했다. 튀르콜루의 준족은 노비츠키를 막을 때 동원되었고, 노비츠키가 튀르콜루를 상대로 포스트 업을 시도하면 웨버가 더블팀을 들어왔다. 애덜먼의 노비츠키 공략은 성공하여 매버릭스는 홈 경기인 3게임에서 119-125로 패배했다. 노비츠키는 이 경기에서 19점을 기록했다. 4차전에서 매버릭스는 14점의 점수 차로 경기를 이끌고 있었고, 새크라멘토 킹스에서는 웨버와 블라데 디바츠가 동시에 파울 아웃, 스몰 포워드 페야 스토야코비치가 부상으로 빠진 상태였다. 그러나 노비츠키는 두 번의 게임을 결정짓는 점프샷에 실패했고 매버릭스는 홈에서 113-115로 패배했다. 그리고 5차전에서도 101-114로 패배하여 탈락했다. NBA.com은 킹스가 매버릭스보다 더 훌륭히 그들을 공략했다고 평가했다. 새크라멘토는 5차전에서 115번의 레이업을 기록했는데 이것은 킹스가 경기 당 23번의 용이한 공격을 기록했다는 것을 의미한다. 이 해에 노비츠키는 이탈리아 스포츠 신문인 《가제타 델로 스포르트》에 의해 올해의 유럽 농구 선수로 선정되었다. 그는 104표를 얻어 데얀 보디로가와 스토야코비치를 제쳤다.
2002-03시즌 직전에 댈러스의 코치진은 훈련 방법을 수비에 집중시켰으며, 샷 블로커인 레이프 래프렌츠와 브래들리의 이점을 사용하여 지역 방어에 중점을 뒀다. 매버릭스는 첫 11경기를 모두 승리했으며 노비츠키는 핀리, 내시와 함께 2002년 11월 이달의 서부 콘퍼런스 선수로 선정되었다. 이 분만 아니라 개인 성적도 향상시키며 경기당 평균 25.1점 9.9리바운드 3.0어시스트를 기록했고 게다가 41번의 더블-더블(득점과 리바운드 두 자릿수 기록) 경기를 가졌다. 이것은 그 시즌에 전체에서 7번째로 높은 수치였다. 이로 인해 평균 25.1점을 기록하여 92-93년 시즌에 크리스 멀린이 기록한 25.9점에 이어 두 번째로 평균 득점이 높은 백인 선수가 되었고, 그는 한 시즌 2000 득점 이상을 기록한 첫 유럽 선수가 되었다. 그리고 이는 91-92년 시즌의 멀린 이후로 백인 선수로는 최초이다. 이러한 성적을 바탕으로 올스타와 올NBA 세컨드팀에 선정되었다. 이 외에도 올해의 독일 스포츠 선수 후보에 올랐는데 스키점프 선수인 스벤 하나발트의 뒤를 이어 2위를 차지하였다. 그는 매버릭스를 프랜차이즈 기록인 60승 22패로 플레이오프로 진출했고 3번 시드를 획득하여 6번 시드인 포틀랜드 트레일블레이저스와 맞붙었다. 이 시즌에서는 처음으로 1라운드에 7전 4선승제가 도입되었으며, 댈러스는 3경기를 먼저을 승리했으나 그 후에는 3경기를 내줬다. 7차전에서는 포틀랜드가 승리를 굳혔었으나 종료 90초를 남겨두고 노비츠키가 클러치 3점슛을 터뜨렸고, 107-95로 매버릭스가 승리를 차지했다. 노비츠키는 이 경기가 자신의 경력 중 가장 중요한 경기라고 말했다. 다음 라운드 상대는 새크라멘토 킹스였으며, 노비츠키는 홈에서의 첫 경기에서는 25점을 기록했으나 팀은 113-124로 패배했다. 그리고 2차전에서는 베테랑 식스맨 밴엑셀이 132-110의 승리를 이끌었으며, 댈러스는 전반에만 83점을 기록했다. 댈러스는 웨버가 연골 부상으로 빠지면서 경기가 연장전까지 진행되었으나 141-137로 승리했다. 노비츠키는 83-99로 패배한 4차전에서 단지 11점만을 기록하였으며, 신경질적으로 수건 뭉치를 발로 차는 행위로 인해 퇴장당하여, 5~6차전은 불참했다. 이후 7차전에서는 30점에 19리바운드 그리고 강력한 수비를 보여주는 활약을 펼치며 댈러스 매버릭스의 112-99승리를 이끌었다. ESPN은 노비츠키를 "빅 D(Big D)"로 칭송했으며, 노비츠키 또한 경기를 어떻게 끝내야 하는지 알았다고 소감을 밝혔다. 서부지구 콘퍼런스 파이널 상대는 덩컨의 샌안토니오 스퍼스였으며, 1차전 경기에서 노비츠키는 38점을 쏟아부으며 팀의 113-110 승리를 이끌었으나 2차전 경기에서 덩컨에 의해 파울 트러블에 빠뜨리며 스퍼스의 132-110 승리로 시리즈를 원점이 되었다. 3차전에서는 리바운드를 잡는 과정에서 샌안토니오의 가드인 마누 히노빌리와 충돌하여 무릎 부상을 당해 더 이상 시리즈를 뛰지 못했다. 댈러스는 팀의 탑 스코어러 없이 2승 3패까지 쫓아갔으나 스퍼스의 가드 스티브 커가 6차전에서 승부를 결정짓는 3점 슛을 터뜨리면서 시리즈는 마감됐다.  노비츠키는 다시 올해의 유럽 농구 선수로 선정되었고 NBA 단장들에 의해 최고의 유럽 선수로 호명되었다.
2003-04시즌 큐번과 넬슨은 팀에 좀더 공격적인 선수를 보강하기로 하여 올스타 포워드인 앤트완 제이미슨과 앤트완 워커를 영입했다. 워커의 영입으로 센터인 래프렌츠를 보스턴 셀틱스로 이적시켰는데, 농구 전문가들은 주전 센터인 래프렌츠의 이적은 시간이 흐를수록 구멍으로 남을 것이라고 판단했으며, 부상당하기 쉬운 브래들리로는 래프렌츠의 빈 자리를 채울 수 없다고 주장했다. 감독인 넬슨은 노비츠키를 축에서 리바운더로 교체하고 워커를 노비츠키의 파워 포워드의 자리에 제이미슨은 식스맨으로 활용하기로 결정했다. 노비츠키는 바뀐 역할을 위해 순발력을 희생시키면서 근육량을 9.1kg 증량했으며, 득점보다 수비에 집중했다. 결과적으로 21.8득점 8.7리바운드 2.7어시스트를 기록하여 그의 성적은 선수 경력 사상 처음으로 하락했다. 그러나 이는 댈러스 매버릭스의 득점, 리바운드, 어시스트, 스틸 그리고 블록 최고 기록이다. 이러한 모습들로 그는 올스타 게임과 올NBA 서드팀에 지명되었다. 댈러스는 52승 30패를 기록하고 플레이오프에 진출했으나 라이벌인 세크라멘토 킹스를 상대로 5 경기만에 패배가 결정되었다.

### 댈러스의 프랜차이즈 스타 (2004-2019)

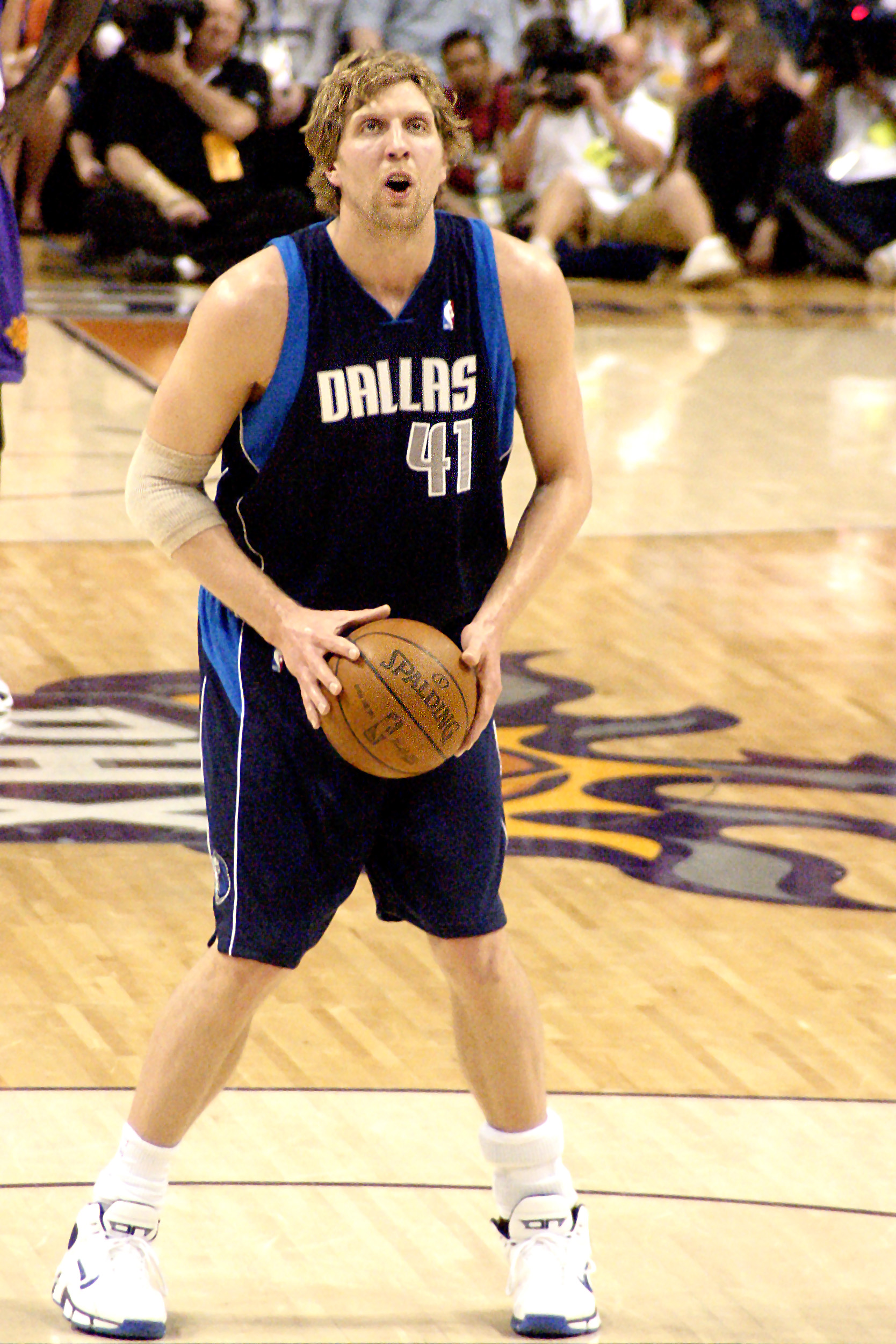
2008년의 노비츠키

2004-05 시즌을 앞둔 팀의 재정비로 수비형 센터인 골든스테이트 워리어스에서 에릭 뎀피어를 영입했지만, 노비츠키의 가까운 친구인 내시는 자유계약(FA) 신분으로 댈러스를 떠나 이전 소속팀이었던 피닉스 선스로 돌아갔다. 또한 시즌 동안에 넬슨이 사임하고 보조 코치였던 에이버리 존슨이 감독직을 맡게되었다. 이러한 변화들속에서도 노비츠키는 커리어 최고 기록인 경기당 26.1점과 9.7리바운드 그리고 1.5블록 3.1어시스트를 기록하였다. 이 뿐만 아니라 모든 경기에서 최소 10점 이상 득점했고 경기당 1.2스틸과 1.2블록 이상을 기록한 4명 선수 중 한 명으로 기록되었다. 또한 04-05 시즌은 노비츠키 자신의 두 번째 2000득점 시즌이었는데 그의 경기당 26.1점은 역대 유럽 선수중 최고 기록이었다. 그리고 1989-90년 톰 채머스의 27.2점에 이어 백인 선수로는 두 번째로 높은 평균 득점을 기록하였다. 2004년 12월 2일 휴스턴 로키츠를 상대로 53점을 기록했으며 이것은 그의 통산 최고 득점 기록이다. 이런 활약들에 힘입어 노비츠키는 처음으로 All-NBA 퍼스트팀에 올라갔고 MVP 투표에서도 3위를 기록했다. 이것은 내시와 샤킬 오닐의 뒤를 이은 기록이었다. 또한 올NBA 퍼스트 팀에 선출되며 미국에서 고등학교나 대학교를 졸업하지 않고 퍼스트 팀에 오른 최초의 선수가 되었다. 그러나  2005 NBA 플레이오프에서 매버릭스는 저조한 모습을 보였다. 1라운드에서 득점왕 트레이시 맥그레이디와  야오밍의 휴스턴 로키츠를 만났다. 그리고 노비츠키는 무명의 포워드인 라이언 보언을 상대로 좋은 모습을 보여줄 것으로 기대를 모았으며, NBA.com에서도 보언을 노비츠키보다 한 수 아래로 묘사했다. 그러나 보언은 노비츠키를 1경기에서 단지 21점을 내주고 방어했으며, 2경기에서도 26점만을 내줬다. 2경기에서 그는 단지 26개의 샷 중 8개만을 성공시켰다. 휴스턴은 2-0의 경기의 흐름을 잡았지만 댈러스가 3경기 연속으로 승리하였다. 댈러스는 6차전의 패배 후 7차전에서 완승을 거뒀고 시리즈를 가져갔다. 그러나 노비츠키는 슈팅에 어려움을 겪었다. 2라운드에서 매버릭스는 과거의 팀 동료 내시가 소속된 피닉스 선스를 만났다. 선스가 마지막 2경기를 이기기전에 둘은 2승 2패로 호각세였다. 6경기에서 매버릭스는 연장전의 혈투 끝에 패했다. 노비츠키는 다시금 그의 최상의 상태가 아니었다. 그는 28점을 기록했지만 25개의 슈팅중 단지 9개만을 득점에 성공했으며, 눈에 띄게 짜증을 부렸고 반복적으로 그의 팀 동료에게 고함을 질렀으며 연장전에서 5개의 슈팅을 모두 실패했다.
2005-06 시즌에 앞서 팁의 고참급 주장이었던 마이클 핀리가 샌안토니오로 이적하여 "빅3"중 노비츠키 만이 팀에 남았다. 그는 댈러스의 유일한 프랜차이즈 선수로서 기량을 발휘했으며, 평균 26.6점에 9.0리바운드, 2.8어시스트를 기록했다. 자신의 경력상 3번째 2000득점 시즌이었을 뿐만 아니라 자신의 26.1점 기록을 갱신하며 유럽 선수의 평균 득점 기록을 다시 갱신했다. 이는 다시 한번 89-90 시즌의 채머스 이후에 백인 선수로는 가장 높은 평균 득점이었다. 슈팅 정확도를 향상시키며 개인 시즌 필드골 성공률과 3점슛 성공률, 자유투에서 최고 기록을 세웠다. 휴스턴에서 열린 2006 올스타 휴식기때 3점 경연 대회에서 18점을 기록하여 시애틀의 레이 앨런과 워싱턴의 길버트 어리나스를 꺾었고, 이후 댈러스를 60승 시즌으로 이끌었다. 노비츠키의 활약으로 댈러스는 리그에서 세 번째 높은 승률로 시즌을 마쳤다. 그 위의 팀은 디펜딩 챔피언 샌안토니오 스퍼스와 디트로이트 피스톤스이다. MVP 투표에서는 내시와 르브론 제임스의 뒤를 이어 2004-05 시즌처럼 3위에 올랐다. 이 외에도 다시 올NBA 퍼스트 팀에 선정되었다. 노비츠키는 플레이오프에서 평균 27점 11.7리바운드 2.9어시스트를 기록함으로써 그가 슈퍼 스타임을 확인시켜 주었다. 그의 활약으로 댈러스는 멤피스를 4경기 먼저 승리했고 3차전에서 승부를 연장으로 이끄는 클러치 3점을 성공시키는 경기 운영을 보여줬다. 2라운드 상대인 샌안토니오와의 6번째 경기에서는 30초를 남기고 히노빌리가 클러치 3점슛을 성공시키며 역전당한 점수 차를 3점 플레이를 성공시며 동점으로 만들었다. 이 경기는 댈러스 매버릭스가 119-111로 승리를 했고 노비츠키는 37점, 15리바운드를 기록했다. 피닉스 선스와의 콘퍼런스 파이널에서는 50득점을 기록하여 2승 2패에서 상황에서 5번째 경기를 승리로 이끌었고 6차전도 승리하며 마이애미 히트와 2006 NBA 파이널에서 겨루게 되었다. 댈러스는 처음 2경기를 승리했으나  3차전에서는 15점의 우위를 지키지 못하고 역전당했다. 그리고 파이널 MVP 드웨인 웨이드에 의해 득점 폭격을 맞았다. 웨이드는 다음 4차전에서 최소 36득점 이상을 기록했으며 3차전에 이어 팀의 승리를 이끌었다. 노비츠키는 댈러스가 패배한 3경기동안 55개의 슛중 20개를 성공시켰다.
2006-07 시즌은 그가 MVP로 뽑힌 해였다. 그는 커리어 베스트인 50.2%의 필드골 성공률을 기록했고 평균 24.6점 8.9리바운드 3.4어시스트를 기록했으며, 팀을 프랜차이즈 기록인 67승으로 이끌었다. 이러한 활약으로 댈러스는 2007 NBA 플레이오프에서 1번 시드를 획득했다. 노비츠키는 유력한 MVP 후보로 떠올랐고 팀을 8번 시드인 골든스테이트 워리어스를 상대로 쉽게 승리로 이끌 것으로 예상되었다. 그러나 노비츠키의 댈러스는 6경기 만에 스티븐 잭슨의 활약을 앞세운 골든스테이트에게 패배했고, 이 경기에서 13개의 샷중에 2개를 성공시켰고 8득점을 기록했다. 노비츠키는 평균 득점이 5점 가까이 하락했으며, 필드골 성공률도 정규 시즌의 50%에 비해 38.2%만을 기록했다. 그는 플레이오프 패배에도 불구하고 유럽 선수로는 최초로 NBA 정규 시즌 MVP에 선정되었고 2위 후보인 내시를 100표 이상 앞섰다.
2007-08시즌에 노비츠키와 댈러스 매버릭스는 시즌 중반 트레이드로 제이슨 키드를 영입했으나 1라운드에서 탈락했다. 댈러스는 단지 서부 콘퍼런스에서 7위를 차지했고 노비츠키는 23.6점에 8.6리바운드, 3.5어시스트를 기록했다. 플레이오프에서은 떠오르는 스타인 크리스 폴의 뉴올리언스 호네츠를 맞이했고 5경기 만에 시리즈를 내줬다. 팀은 플레이오프에서 탈락했지만 노비츠키는 선수 생활 처음으로 트리플더블을 기록했다. 2008년 2월 6일 밀워키 벅스를 상대로  29득점, 10리바운드, 12어시스트를 기록했고 2008년 3월 8일 뉴저지 네츠를 상대로 34득점을 기록하여 롤랜도 블랙먼이 보유한 댈러스 매버릭스 통산 득점 1위 기록인 16644점을 갱신했다.
2008-09시즌에는 25.9득점, 8.4리바운드, 2.4 어시스트로 시즌을 마쳤고 리그 득점 4위에 오르며, 그의 선수 생활 4번째 올NBA 퍼스트팀에 선정되었다. 또한 2009년 올스타전에 참가했는데 이것은 그의 8번째 올스타전 참가이다. 플레이오프에서는 댈러스를 가까스로 진출시켰으나 초반 2승 7패의 시작 이후 댈러스는 50승 32패로 시즌을 마감했다. 라이벌인 3번 시드 샌안토니오를 상대로 5번의 경기 중 1번만 패하며 다음 라운드로 이끌었으나 2라운드에서 덴버 너기츠에게 1-4로 지면서 탈락했다. 노비츠키는 이 시리즈동안 34.4점 11.6리바운드 4어시스트를 기록했다. 댈러스는 2009-10시즌을 통해 10년 연속 정규 리그 50승 시즌을 기록했으며 2번 시드로 플레이오프에 진출했다. 이 시기에는 올스타인 숀 매리언과 캐런 버틀러가 팀에 합류했다. 시즌 전반부인 2010년 1월 13일 노비츠키는 역대 34번째이자 유럽 선수 최로로 2만 득점을 기록한 선수가 되었다. 이 시즌에서는 평균 25점, 7.7리바운드, 2.7어시스트, 1블록을 기록했다. 그는 9번째로 올스타에 선정되어 2010 올스타전에 참가했다. 댈러스는 다시 한번 1라운드에서 샌안토니오를 상대했지만 이번에는 다음 라운드에 가는데 실패했다. 시즌 종료 후에는 FA 신분이 되었지만, 2010년 7월 5일 댈러스와 4년 연장, 8000만 달러에 재계약 했다.
10-11 시즌 결승전에서 마이애미 히트를 누르고 댈러스의 우승에 기여했다.

## 국가대표팀 경력

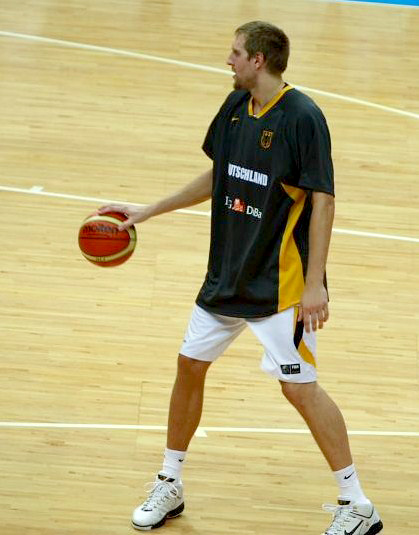
2008년 브라질과의 난징 친선 대회 당시 독일 대표팀 선수로 뛴 노비츠키

1997년 2월 26일 포르투에서 열린 포르투갈과의 FIBA 유로바스켓 1997 참가 예선전을 통해 성인 국가대표 첫 경기를 가졌다. 21세 때인 1999년에는 첫 메이저 국제대회인 프랑스에서 열린 FIBA 유로바스켓 1999에 참가였다. 노비츠키는 대표팀의 주요 득점원으로 활약했으나 독일 대표팀은 7위에 머물며 2000년 하계 올림픽 출전권을 얻지 못했다. FIBA 유로바스켓 2001에서는 28.7점을 기록하여 득점왕을 차지했다. MVP 투표에서는 유고슬라비아의 페야 스토야코비치에게 밀렸다. 독일은 4강전에 안착했고 개최국인 튀르키예를 상대로 승리를 앞두고 있었으나 헤도 튀르콜루의 버저 비터 3점슛으로 동점이 되었고, 결국 연장전 끝에 튀르키예에게 패배했다. 독일은 동메달 결정전에서 90-99로 스페인에게 패배, 최종 4위를 기록하며 메달 획득에는 실패했다. 그러나 노비츠키는 평균 28.7점과 9.1리바운드를 기록하여 득점왕과 리바운드왕을 차지했고 올스타팀에 선정되었다. 당시 독일 대표팀의 경기 텔레비전 중계는 370만명이 시청했고 이는 독일 농구 사상 초유의 기록이다.
노비츠키는 미국 인디애나폴리스에서 열린 2002년 FIBA 세계 선수권 대회에서 독일을 3위로 이끌었다. 독일은 8강전에서 파우 가솔이 이끄는 스페인과 경기를 가졌다. 스페인은 3쿼터 이후 52-46으로 앞섰지만 노비츠키가 4쿼터에 10점을 기록하며 독일에 70-62 역전승을 차지했다. 준결승전 상대는 마누 히노빌리가 이끄는 아르헨티나였으며, 74-69라는 점수와 히노빌리가 부상으로 인해 뛰지 못한다는 이점을 안았지만 4분 만에 역전당하여 80-86으로 패했다. 독일은 3/4위전에서 뉴질랜드를 상대로 117-94로 승리하여 동메달을 획득했다. 노비츠키는 24.0점을 기록하여 대회 득점왕과 MVP로 선정되었다. 독일에서는 400만명이 넘는 시청자가 3/4위전을 시청했고 이는 독일 농구 역사에 남을 기록이 되었다.
FIBA 유로바스켓 2003 조별 예선전에서는 프랑스의 플로랑 피에트뤼스와 충돌하면서 발 부상을 당했다. 이 부상으로 인해 꾸준히 뛸 수 없었고 자주 하드파울의 대상이 되었다. 독일은 이탈리아와의 메달 라운드 진출을 건 2라운드 경기에서  84-86로 패배했고 최종 9위를 기록, 2004년 하계 올림픽 출전권 획득에 실패했다. 이 대회에서 노비츠키는 22.5점을 기록했고 득점 순위 3위에 올랐다. 이후 FIBA 유로바스켓 2005에서는 독일 국가대표팀을 결승전까지 이끌었다. 독일은 8강전에서 슬로베니아와 4강전에서 스페인을 연달아 격파했다. 노비츠키는 슬로베니아의 경기에서 22점을, 스페인을 상대로 대회 최고 득점인 27점을 기록했으며, 특히 스페인전에서는 종료 3.9초를 남기고 스페인의 포워드 호르헤 가르바호사를 농락하면서 베이스라인 점프슛을 성공시키며 결승 득점을 올렸다. 결승전에서는 그리스에게 62-78로 패배했으나 노비츠키는 토너먼트 득점왕, 리바운드 2위, 샷블록 1위에 오르며, MVP로 선정됐다. 2006년 FIBA 세계 선수권 대회에서도 독일 대표로 참가하였으며, 독일 대표팀은 8위에 올랐다. 대회 직후에는 운이 없었지만 세계 8위도 나쁘지 않다고 소감을 밝혔다. FIBA 유로바스켓 2007에서는 24.0점을 기록하며 대회 득점왕에 오르며 대표팀을 5위로 이끌었다. 이로 인해 3위까지 부여되는 올림픽 자동 출전권 획득에는 실패했으나 2008년 하계 올림픽 예선 참가권을 획득했다.
노비츠키는 올림픽 출전권 1장이 걸린 푸에르토리코와의 경기에서 32점을 기록하여 독일의 96-82 승리를 이끌었다. 이 경기의 승리로 독일은 1992년 하계 올림픽 이후로 처음으로 올림픽에 출전하게 되었다. 노비츠키는 올림픽 개막식에서 독일 선수단의 기수로 입장했다. 그는 독일을 10위로 이끌었고 평균 17점에 7.6리바운드를 기록했다. 이후 노비츠키는 국가대표팀에서 이탈하여 FIBA 유로바스켓 2009 대회와 2010년 FIBA 세계 선수권 대회에 불참했으나 2011년에 2012년 하계 올림픽 자동 출전권이 걸린 FIBA 유로바스켓 2011에 참가하면서 국가대표팀에 다시 복귀했다. 독일 대표팀은 1라운드는 통과했으나 2라운드에서 튀르키예를 제외한 모든 팀에게 패하면서 9위로 대회를 마쳤다. 이후 2015년에 다시 FIBA 유로바스켓 2015 대회를 앞두고 다시 국가대표팀에 복귀하였고 대표팀의 주장을 맡았다. 독일은 아이슬란드와의 경기에서만 승리했고 홈 구장에서 열린 조별 리그에서 탈락했다. 이 대회의 독일 대표팀의 마지막 경기인 스페인전이 노비츠키의 마지막 국가대표팀 경기가 되었고 2016년 1월에 국가대표팀 은퇴를 선언했다. 그는 독일 국가대표팀에서 총 153경기에 출전했고 경기당 평균 19.7점, 7.5개의 리바운드, 1.6개의 어시스트를 기록했다.
독일 농구 연맹(DBB)은 2022년 9월  FIBA 유로바스켓 2022 대회를 앞두고 노비츠키의 등번호 14번을 영구 결번으로 지정했다. 영구결번식은 같은 해 9월 2일 쾰른에서 프랑스와의 유로바스켓 개막전 직전에 열렸다. DBB는 노비츠키의 국가대표팀 유니폼 복제품이 앞으로 모든 독일 대표팀 홈 경기에서 경기장 들보에 걸릴 것이라고 발표했다.

## 플레이 스타일

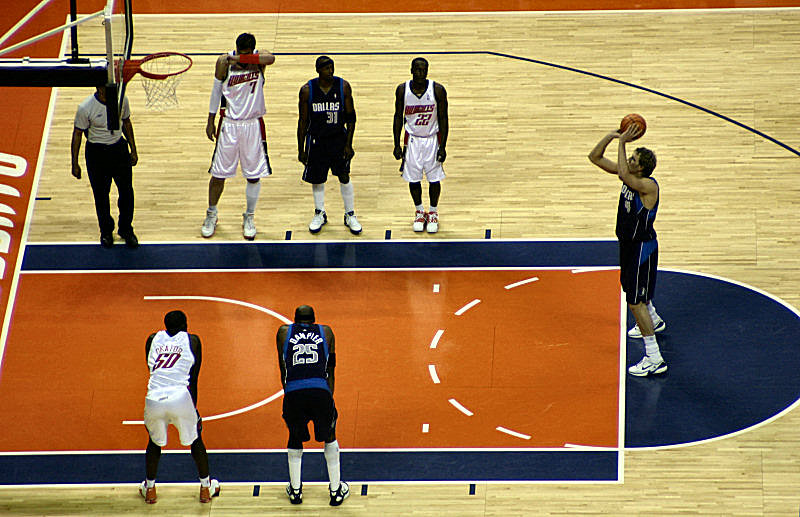
2005년 11월 샬럿 밥캐츠와의 경기 당시 자유투를 시도하는 노비츠키

노비츠키는 효과적인 프런트 코트 플레이어이다. 주로 파워 포워드를 맡지만 센터나 스몰 포워드, 포인트 포워드로 뛴 적이 있다. 선수 경력 동안 평균 23점과 8리바운드를 기록했고 꾸준히 더블 더블을 기록했다. 88%의 자유투 성공률과 50%에 달하는 필드골 성공률과 40%에 달하는 3점슛 성공률을 보유하고 있으며, 2006년 NBA 올스타 3점 경연대회에서 우승했다. 2006-07시즌에는 오직 5명뿐인 NBA의 50-40-90 클럽의 구성원이 되었다. 50은 필드골 50%를 40은 3점슛 40%를 90은 자유투 90% 성공률을 의미한다. 그리고 최소한의 필드골 시도 조건은 충족을 해야 한다. 그의 슈팅 정확도에 큰 키가 합쳐지면서 대부분의 선수들 위로 슛을 할 수 있었기 때문에 상대 수비수에게 많은 숙제를 남겼다. 이를 이용한 대표적 공격 루트는 페이드 어웨이가 있다. 그는 평균적으로 1블록 이상을 기록하지만 한번도 올디펜스 팀에 든적은 없다. 그러나 2005년 ESPN 기사에서 노비츠키는 역대 파워 포워드 중 10위에 랭크되었고 그의 "혁명적인" 외곽슛 능력은 극찬을 받았다. 
노비츠키는 NBA 역사상 34번째로 2만 득점을 기록한 선수이며, 댈러스의 역대 득점, 리바운드, 필드골 시도, 3점슛, 3점 시도, 자유투, 자유투 시도 최고 기록자이다. 2006-07 시즌 NBA MVP에 올랐으며, MVP에 선정된 첫 번째 유럽 선수이기도 하다. 2006 올스타전 3점 경연 대회에서 우승했으며, 《가제타 델로 스포르트》에 의해 올해의 유럽 농구 선수에 5번 연속 선정되었으며 2002년 FIBA 세계 선수권 대회과 FIBA 유로바스켓 2005에서 득점왕과 MVP를 수상했다.

## 개인사
노비츠키의 누나인 질케는 돈이나 명성에 굴하지 않는 의지의 사나이로 평가했다. 아프리카 빈곤을 구제하는 디르크 노비츠키 재단을 설립하기도 했다.
1992년부터 2002년까지 DJK 뷔르츠부르크 여자팀의 농구 선수인 지빌레 게러와 교제했다. 2002년에 게러와 결별을 인정하면서 더 이상 연인 사이는 아니지만 좋은 친구로 남을 것이라고 밝혔다. 2010년에는 스웨덴의 축구 선수인 마르틴 올손과 마르쿠스 올손의 누나인 예시카 올손과 교제하기 시작했으며, 2012년 7월 20일에 댈러스에서 결혼식을 올렸다. 2013년 7월에 딸인 말라이카를 얻었고, 2015년 3월과 2016년 11월에 각각 아들인 모리스와 막스를 얻었다.
팀 동료였던 스티브 내시 역시 그의 친한 친구이다. 노비츠키는 내시에 대해 농구 경기장이 아닌 슈퍼마켓에서 처음 만났어도 좋은 친구가 될 수 있었을 것이라고 밝혔다.